# Senda Berenson Abbott
Senda Berenson Abbott, née le 19 mars 1868 à Butrimonys dans le Gouvernement de Wilna (Empire russe) et morte le 16 février 1954 à Santa Barbara (Californie), est une enseignante d'éducation physique et sportive et joueuse de basket-ball. Pionnière du basket-ball féminin, elle adapte en 1899 les règles du basket-ball pour les femmes et écrit le premier Guide du basket-ball féminin (1901-1907).
Elle est intronisée en tant que contributrice au Basketball Hall of Fame le 1er Juillet, 1985, au International Jewish Sports Hall of Fame en 1987 ainsi qu'au Women's Basketball Hall of Fame en 1999,.
Berenson a été la première à adapter les règles du basket-ball féminin au Smith College en 1899, en modifiant les règles masculines existantes.
Elle est la sœur de l'historien de l'art Bernard Berenson, la grand-tante de la photographe Berry Berenson et de l'actrice Marisa Berenson.

## Vie privée

### Famille
Née Senda Valvrojenski, elle est la fille de Albert Valvrojenski et Judith Valvrojenski (née Mickleshanski) à Butrimonys dans le Gouvernement de Wilna (Empire russe) dans une famille Juive-Lituanienne qui a immigré aux Etats-Unis lorsque Senda avait sept ans. Elle avait un grand frère, Bernard Berenson, un petit frère et deux petites sœurs. Son père, Albert, ayant grandi en suivant une éducation juive classique, a envisagé de devenir rabbin. Cependant, il est devenu un adepte de la Haskalah, un mouvement européen qui prône une plus grande intégration des Juifs dans la société laïque. Il décide , donc, de s'installer aux États-Unis pour élever sa famille selon ses propres convictions et déménage seul en 1874 dans le West End de Boston. Peu après son arrivée, Albert change son nom de famille en Berenson, dans le cadre de son « occidentalisation ».
Après avoir fréquenté la Boston Latin School, son frère, Bernard, déménagea à Cambridge pour se préparer à entrer à Harvard. Comme elle et son frère étaient proches, Senda a passé une partie de son adolescence à Cambridge. Après avoir obtenu son diplôme à Harvard, Bernard est parti en Europe, s'installant finalement en Italie, où il a entamé une carrière de critique d'art.

### Enfance et jeunesse
Dans son enfance, Berenson ne s'intéressait pas beaucoup à l'athlétisme et préférait la musique, la littérature et l'art. Elle a été partiellement scolarisée à domicile par son père et a fréquenté la Boston Latin Academy (alors connue sous le nom de Girl's Latin School), mais n'a pas obtenu de diplôme. Elle fréquente brièvement le Conservatoire de Boston, mais doit quitter l'école à cause de problèmes de santé. Elle s'essaie donc à la peinture et au piano, mais sa santé limite ces deux activités et elle n'est pas en mesure de continuer à les pratiquer.
Sa santé continuant de se dégrader et elle est obligée d'abandonner ses cours de piano au Conservatoire en raison de ses problèmes de dos. Elle ralentit ses écrits à son frère, qui s'inquiète de sa santé et l'incite à passer un été à la campagne. Cela lui permet de se ressourcer temporairement et elle se réinscrit au Conservatoire, mais elle ne parvient pas à tenir le coup et tombe dans une longue dépression qui se prolonge jusqu'en 1890.

### École de gymnastique de Boston

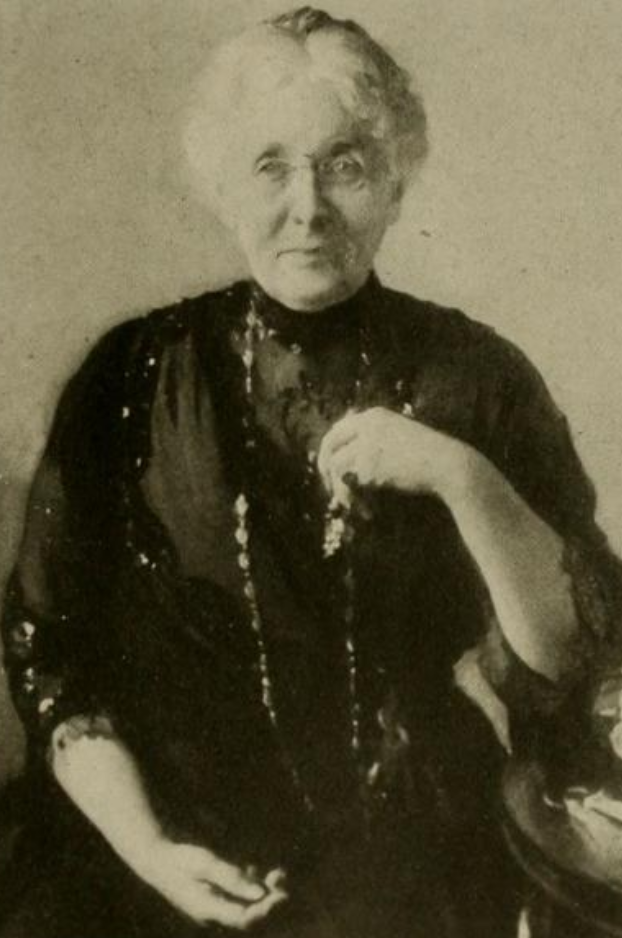
Amy Morris Homans

Berenson décide de s'inscrire brièvement à l'école de gymnastique de Boston afin d'améliorer sa condition physique et de pouvoir retourner au Conservatoire. Cependant les conditions d'admission incluent l'obtention d'un diplôme d'études secondaires ou d'un diplôme équivalent, mais elle n'a pas obtenu de diplôme de la Boston Latin Academy. De plus, les candidats doivent être en bonne condition physique, ce qui n'est pas le cas de Berenson. Elle a rencontré Amy Morris Homans (directrice de l'école) , qui l'a appréciée et a estimé que sa condition physique pouvait être améliorée et que le résultat pourrait servir de test à l'approche de l'école. Homans décide d'admettre Berenson. Elle s'inscrit au programme d'un an.
Les débuts de Berenson sont peu prometteurs. Des années plus tard, elle dira même « j'ai détesté cette école pendant les premiers mois ». Le travail de gymnastique ne l'intéressait pas, car les exercices lui donnaient « mal partout ». Au début, le simple fait de rester debout pendant cinq minutes l'oblige à s'allonger, et elle se rend compte qu'elle doit étudier sur le dos. Elle décide néanmoins de continuer et constate une amélioration au bout de trois mois. À la fin de l'année, elle fait les deux heures d'exercice prescrites par jour et se sent beaucoup mieux. Berenson décide de s'inscrire à l'école pour une deuxième année.

### Première embauche - Smith College
L'état de Berenson s'améliore tellement que Homans l'envoie à l'école primaire d'Andover (Massachusetts) pour enseigner la théorie suédoise de la gymnastique au directeur et au corps enseignant. Berenson se rend à l'école deux fois par semaine. Elle se débrouille si bien que, lorsque Homans apprend qu'un poste temporaire est vacant en raison de la maladie d'un professeur du Smith College, elle recommande à Berenson de l'envisager, même si elle n'a pas encore terminé sa deuxième année d'études,,. L'ancienne instructrice de gymnastique était Grace Watson, une ancienne élève de l'école de gymnastique de Boston, avait commencé à diriger le programme de gymnastique suédois en 1891. Watson quitta Smith en Janvier 1892 à la suite d'une maladie et mourut le 24 novembre 1892. Berenson apporta un soutien sans faille à l'intégration de l'éducation physique dans la vie des élèves ce qui était étonnant compte tenu que:
1. moins de deux ans auparavant, sa condition physique ne lui permettait pas de jouer du piano pendant de longues périodes;
2. son poste était censé être temporaire, ce qui rendait d'autant plus inhabituel le fait qu'elle défende ses convictions avec autant de force[6].

Ses propres progrès l'ayant peut-être amenée à penser que son expérience pouvait être transmise à d'autres. Elle encouragea l'éducation physique en dehors du Smith College. Le lycée local, le Northampton High School, expérimente le système suédois de gymnastique sous sa direction en 1892. Elle introduit également des exercices et des jeux tels que le basket-ball auprès des intenés de l'Asile de Northampton.

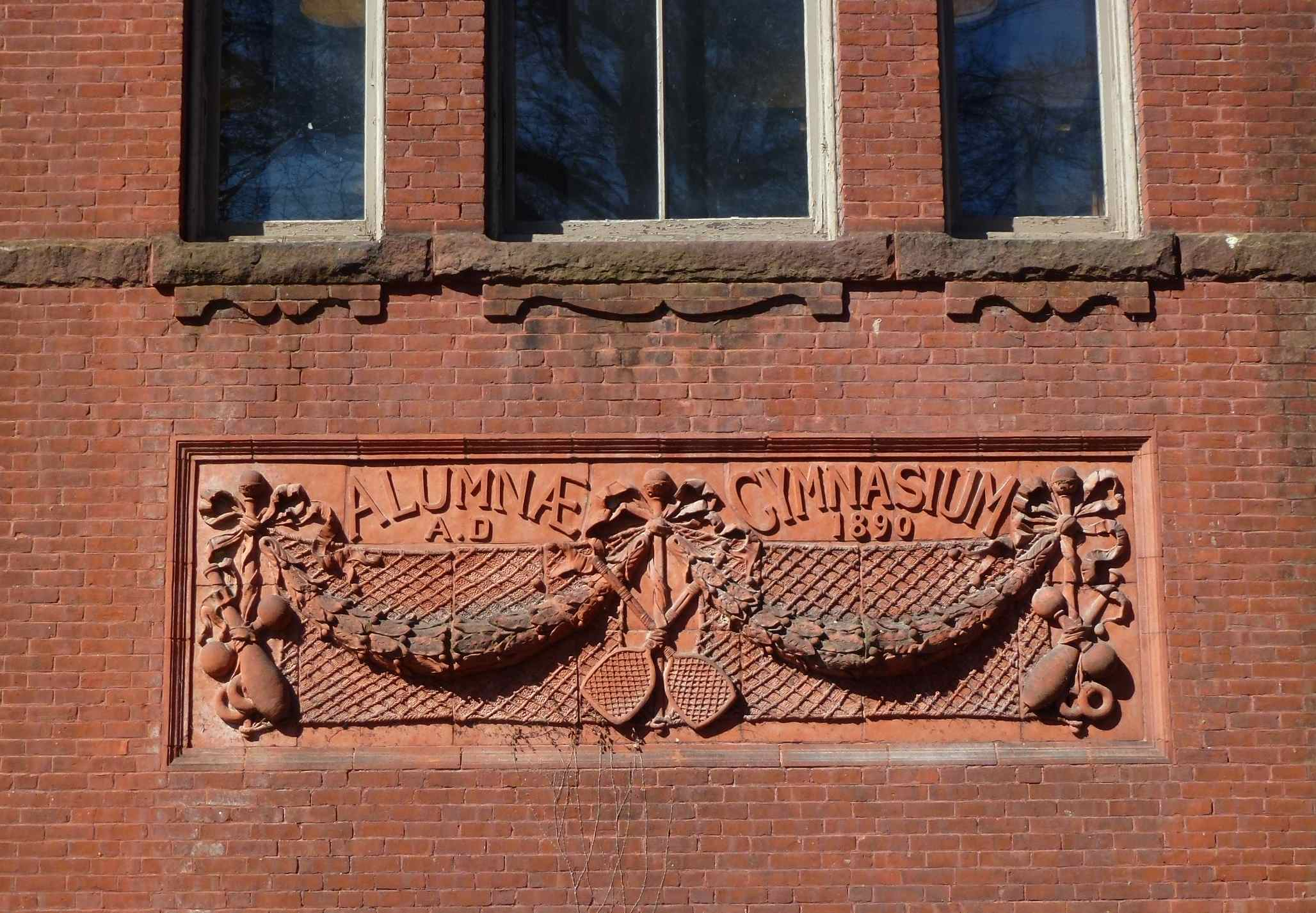
Extérieur du gymnase du Smith College dont les fenêtres donnent sur le lieu où les premiers matchs de basket-ball féminin ont été joués en 1892.

En 1890, Smith College vient d'achever le gymnase Alumnae, qui compte parmi les meilleures installations du pays pour les étudiantes. Bien que les installations soient en bon état, l'idée que les femmes devaient faire de l'exercice physique n'était pas bien établie à l'époque. Les pensées de l'époque n'étaient pas favorables à l'idée que les femmes doivent pratiquer une activité physique. Berenson écrivit en 1894:
"Jusqu'à ces dernières années, la femme dite idéale était une demoiselle à la petite taille, aux petits pieds, au petit cerveau, qui s'enorgueillissait de sa santé délicate, qui trouvait l'évanouissement intéressant et l'hystérie fascinante."
Berenson cherchait à instaurer l'éducation physique obligatoire et passa beaucoup de temps à présenter sa vision des choses au corps enseignant et à l'administration. Berenson avait compris la nécessité de l'activité physique etpensait que les étudiants étaient tous favorables. Elle avait entendu dire que certaines d'entre elles trouvaient les exercices trop ennuyeux, mais elle avait six classes par jour remplies de « filles enthousiastes ». En raison de l'enthousiasme évident, elle décida qu'il ne serait pas nécessaire de prendre des présences. Cependant, à la fin de l'année scolaire, lorsqu'on lui fournit un tableau complet pour enregistrer les notes, elle se rendit compte que de nombreuses élèves ne sont jamais venues en classe. L'année suivante, elle imposa l'appel nominal.

## Les origines du basket-ball féminin
Senda Berenson est considérée comme la "mère du basket-ball féminin" et devient la première femme intronisé au Basketball Hall of Fame en 1985.
En 1892, elle réalise que les exercices de gymnastique ne sont pas aussi populaire qu'elle le pensait, il fallait donc trouver d'autres solutions. C'est alors qu'elle a lu à propos d'un nouveau jeu créer par le Dr James Naismith. Les jeux dit de groupe étaient inconnus au Smith College, néanmoins, Berenson décida que ce serait une expérience intéressante. Les premiers matchs y sont joués vers le printemps 1892. La date exacte n'est pas précise, mais une étudiante aurait, selon Amy Nutt, écrit à sa mère le 6 mars 1892 pour décrire un nouveau jeu auquel elle aurait joué dans lequel le but était de mettre une balle dans le panier de l'adversaire et l'aurait qualifié de « très amusant ». Au lieu des paniers à pêche utilisés dans le premier jeu masculin, les buts du premier jeu féminin étaient fabriqués à partir de corbeilles à papier.
Les élèves appréciant le jeu, Berenson organisa un match entre les classes de première et de deuxième année. Ce match se déroula le 22 mars 1893 selon les règles établi par Naismith. Les joueuses portaient toutes des uniformes bleus, ornés d'un brassard de la couleur associée à leur classe avec des culottes bouffantes et aucun homme n'était admis à l'événement. Lorsque Berenson lança la balle entre les deux équipes, cette dernière heurta le bras tendu de la capitaine de l'équipe lui disloquant l'épaule. Le "New York Herald" rapporta cinq jours plus tard que « malgré le fait que la capitaine de l'équipe de deuxième année ait été handicapée au début du match, le score était de 5-4 en faveur de l'équipe de deuxième année après une compétition serrée de deux mi-temps de 15 minutes ».
Malgré ses efforts inlassables pour soutenir l'éducation physique des jeunes femmes, Berenson n'encourageait pas les jeux interscolaires. Selon elle, « nous devrions encourager l'instinct du jeu et non la compétition ». Cette opinion a eu un impact car pendant de nombreuses années, l'école ne participa à aucun événement interscolaire. En revanche, elle encourageait la compétition entre les classes et instaurait une tradition de jeux interclasses.
Berenson a sondé ses étudiantes et quasiment toutes ont estimé qu'elles s'étaient améliorées dans de nombreux domaines, notamment « l'endurance, la capacité pulmonaire, la vigilance, le courage et la ténacité ».